# Doktor Živago (film, 1965)
Doktor Živago (anglicky: Doctor Zhivago) je dramaticko-romantický velkofilm z roku 1965 režiséra Davida Leana. Děj filmu se odehrává v Rusku za 1. světové války a revoluce, je založen na stejnojmenném románu Borise Pasternaka, který byl v Sovětském svazu zakázán (taktéž film samotný byl zakázán), na Západě však byl velmi populární. V hlavních rolích účinkují Omar Sharif (Jurij Živago) a Julie Christie (Larisa Guichardová).
Dobová kritika film přijala smíšeně, zvláště s ohledem na jeho délku přes tři hodiny. Film byl nominován na deset Oscarů, z nichž pět skutečně obdržel (žádný v hereckých kategoriích). Prestiž filmu mezi odbornou veřejností však postupně stoupla, v roce 1998 skončil v žebříčku 100 nejlepších amerických filmů, který sestavil Americký filmový institut, na 39. místě. Soudobě byl film divácky i ekonomicky úspěšný, při rozpočtu 11 mil. dolarů utržil 111,7 mil. dolarů. Při zohlednění inflace patří stále mezi deset nejvýdělečnějších snímků všech dob.

## Ocenění
Film získal pět Oscarů:
- Oscar za nejlepší výpravu (John Box, Terence Marsh, Dario Simoni)
- Oscar za nejlepší kameru (Freddie Young)
- Oscar za nejlepší adaptovaný scénář (Robert Bolt)
- Oscar za nejlepší kostýmy (Phyllis Dalton)
- Oscar za nejlepší hudbu (Maurice Jarre)
- nominován na dalších pět (včetně nejlepšího filmu)

Film též získal pět Zlaté glóby:
- Zlatý glóbus za nejlepší film (drama)
- Zlatý glóbus za nejlepší režii (David Lean)
- Zlatý glóbus za nejlepší mužský herecký výkon (drama) (Omar Sharif)
- Zlatý glóbus za nejlepší scénář (Robert Bolt)
- Zlatý glóbus za nejlepší hudbu (Maurice Jarre)

Dále byl film nominován na tři ceny BAFTA, Maurice Jarre byl za hudbu k filmu též oceněn Cenou Grammy.